# Stockholms nation, Uppsala
För studentnationen i Linköping, se Stockholms nation, Linköping.
Stockholms nation, i dagligt tal Stockholms eller Stocken, är en av 13 studentnationer vid Uppsala universitet. Nationen grundades sannolikt 1649, och organiserar i första hand de studenter som 1) är födda i Stockholms län, 2) har avlagt studentexamen eller har avgångsbetyg från en gymnasieskola i Stockholms län, eller 3) vars förälder eller föräldrar tillhört Stockholms nation. Under sin äldsta historia organiserade nationen de studenter som kom till Uppsala från Stockholms stad och efter bildandet av Stockholms stift (1942) blev stiftet Stockholms nations organisationsområde.
Nationshuset ligger vid korsningen Drottninggatan och Ingmar Bergmansgatan (fd Nedre Slottsgatan). 
Nationens inspektor sedan 2024 är professor Coco Norén.

## Historia

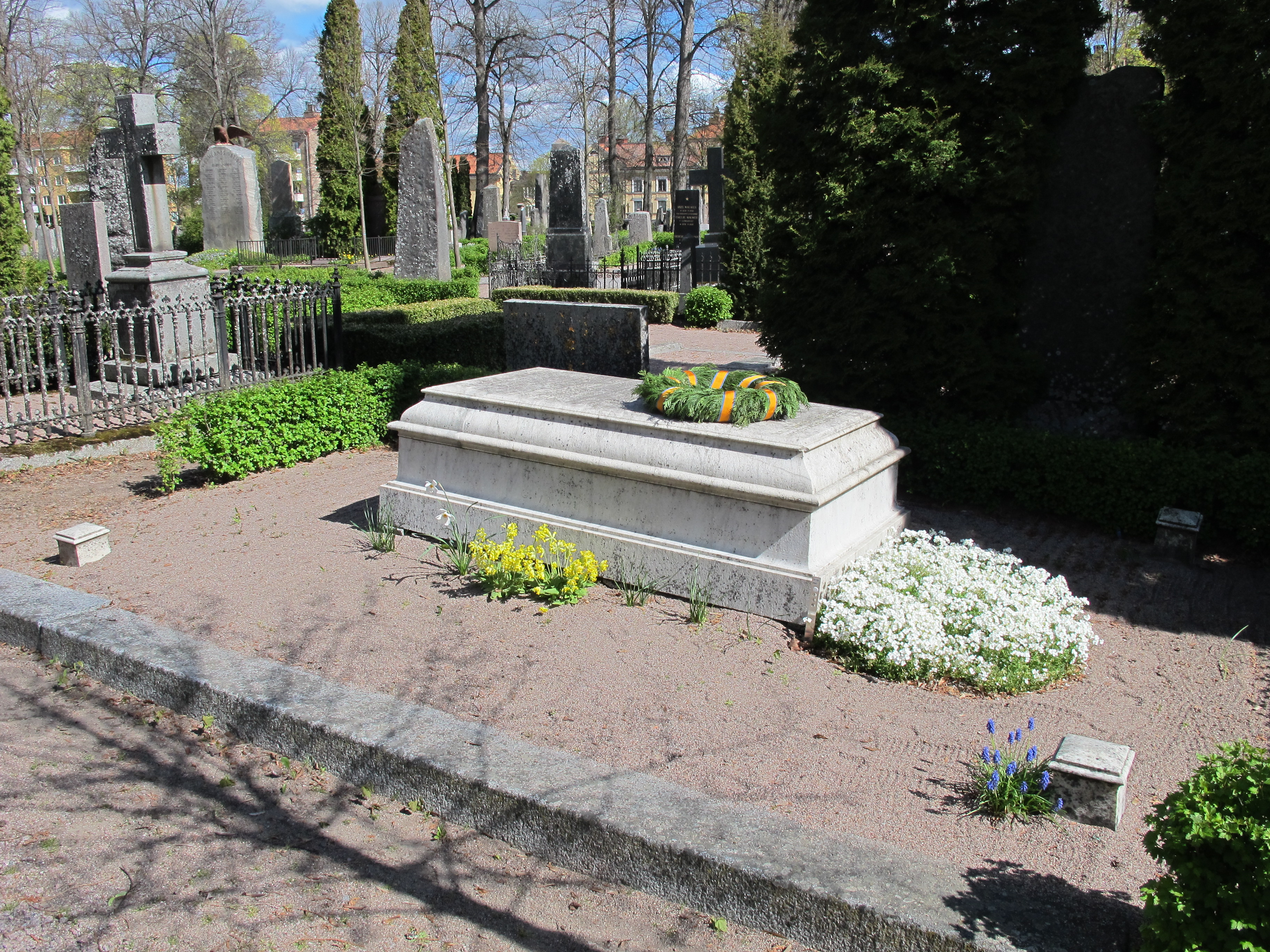
Stockholms nations grav på Uppsala gamla kyrkogård.

Stockholms Nations äldsta matrikel Vinculum Stockholmense skrev in de första studenterna i Nationen 1649. Matrikeln är bara en avskrift av den ursprungliga nationsmatrikeln, vilken gick förlorad vid Uppsala stads brand 1702. Enligt ett yttrande i konsistorium den 21 maj 1656 sägs emellertid, att "Holmenses begynte Landskaap allenast för try åhr sedan hafwa ...", alltså 1653. En viss osäkerhet får alltså anses råda om vilken tidpunkt som Nationen kan räkna som begynnelsedatum.
De första tvåhundra åren hade Nationen inget eget hus. Man förvarade sina tillhörigheter i Fiscus, nationskistan, och höll sina sammankomster i Inspektors hem.

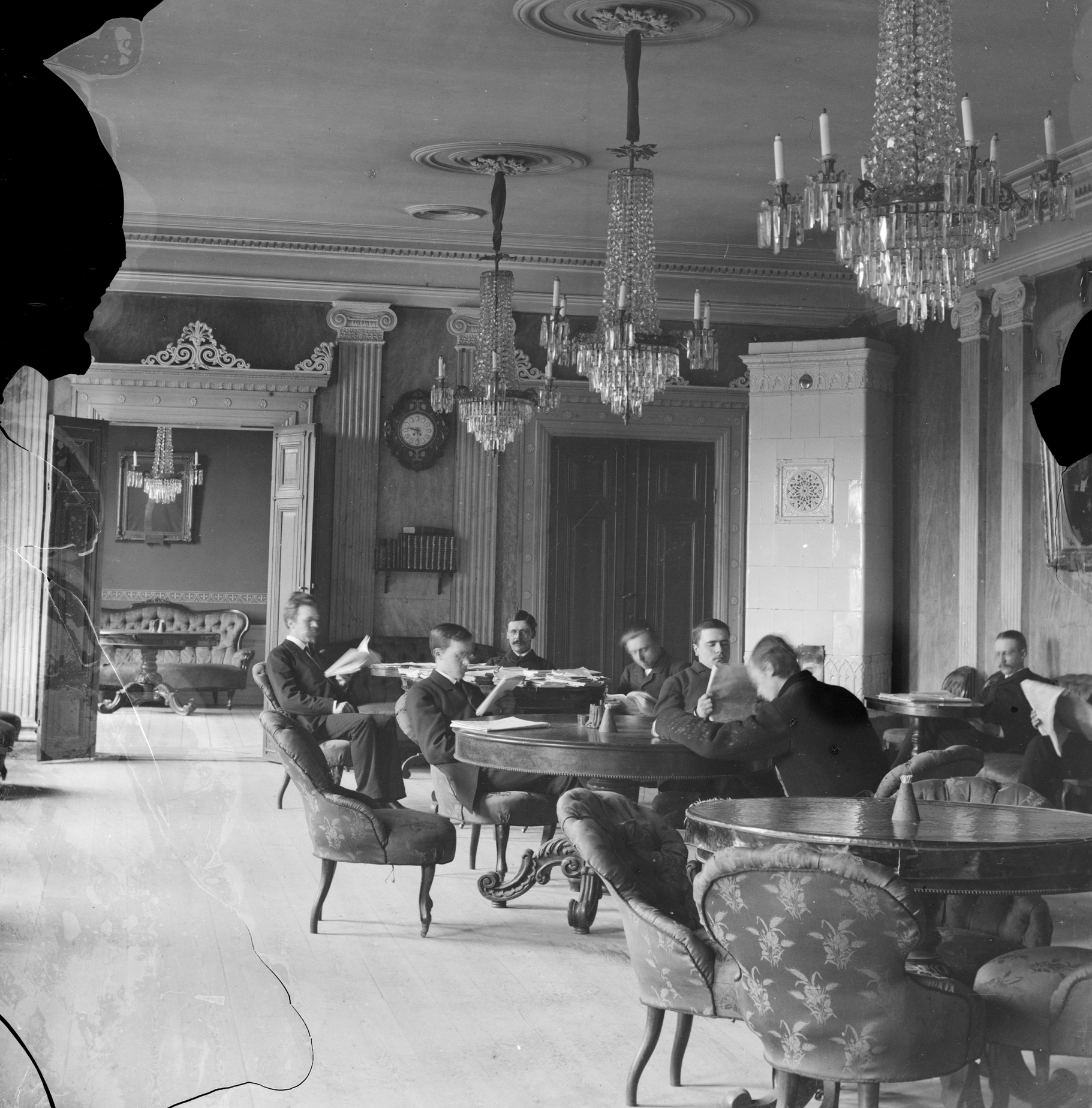
Landskapssalen 1885

Ända fram till 1900-talets början hade Nationen mest karaktären av en herrklubb och kvinnliga studenter fick inte tillträde till de mer seriösa tillställningarna på Nationen. 

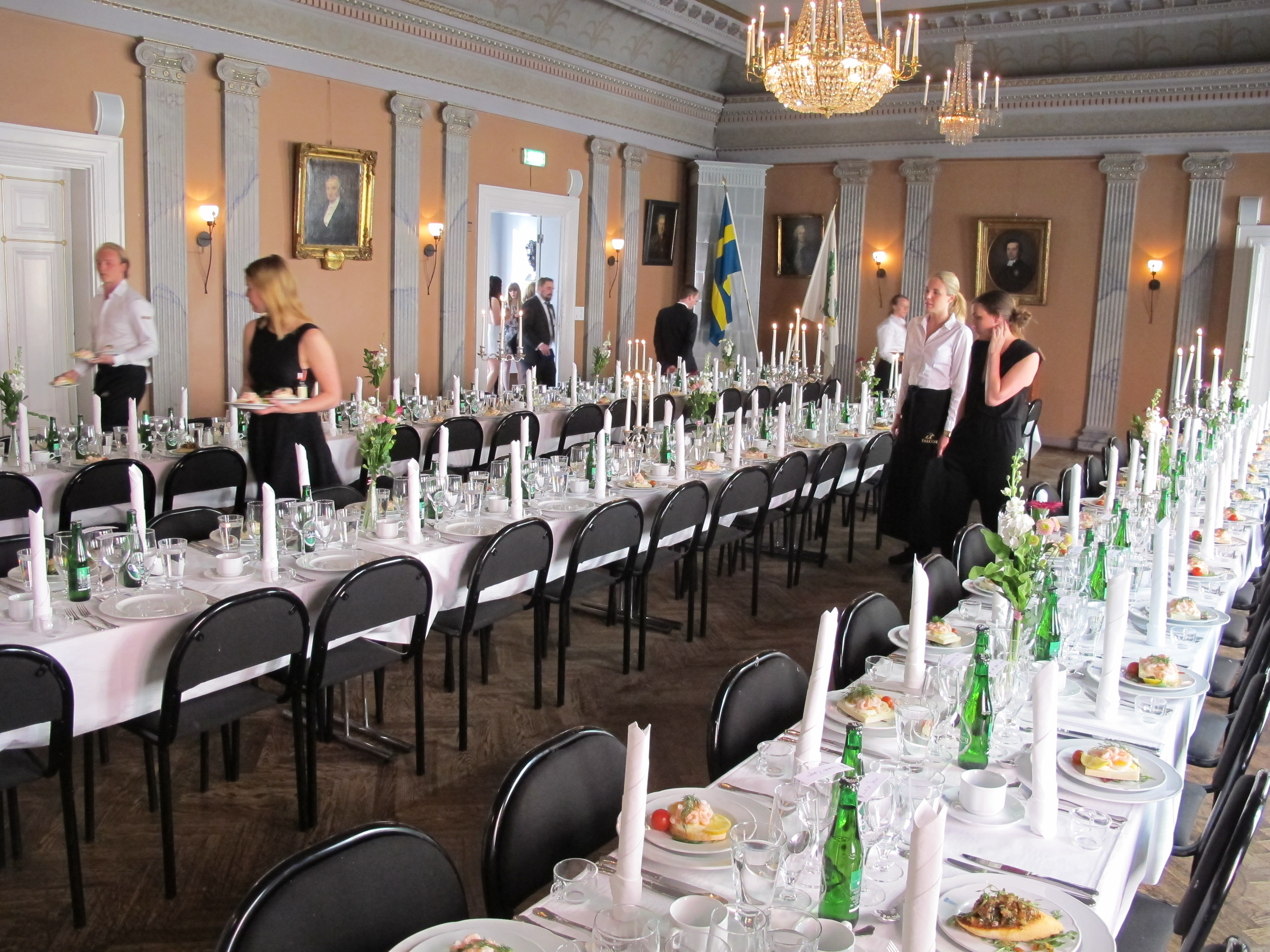
Landskapssalen 2014.

 Medlemsantalet har under årens lopp var 2024 ca 10 000 stycken.

## Nationshuset

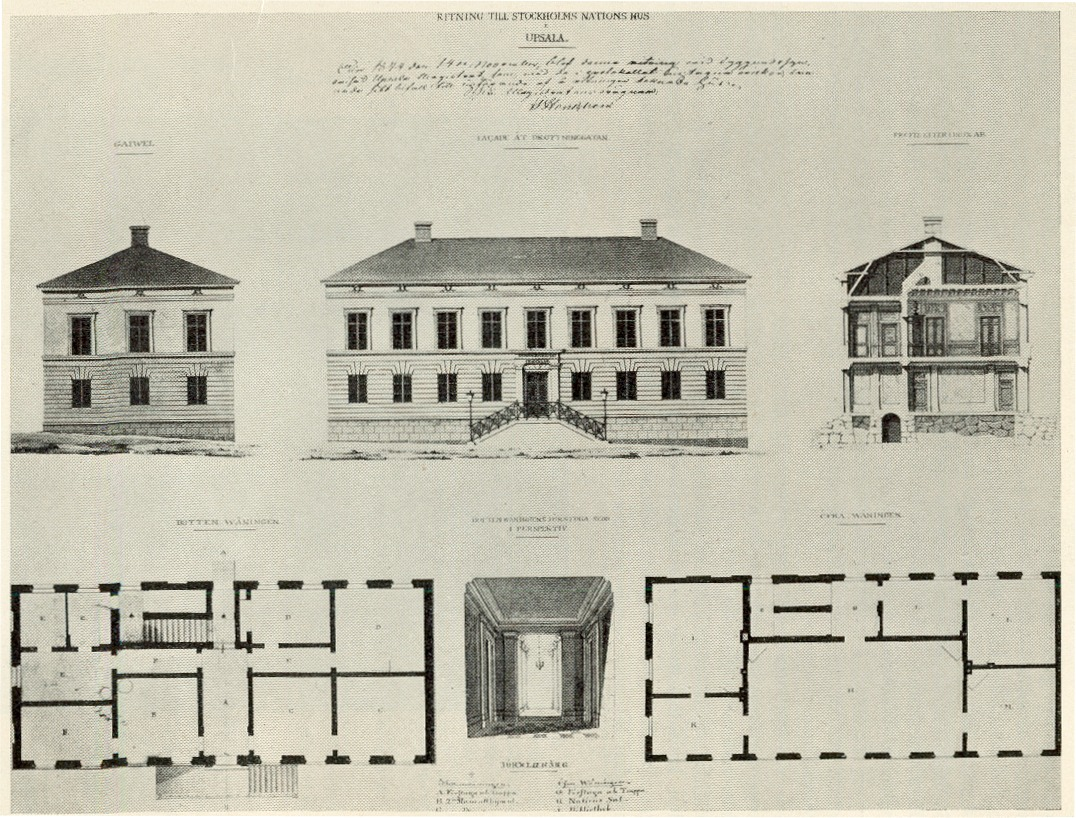
En av Åboms ritningar över nationshuset

Stockholms Nation grundades 1649, men det dröjde nästan 200 år innan Nationen fick ett eget hus 1848. De första åren förde Nationen med andra ord en ambulerande tillvaro där inspektors hem med fiscus, nationskistan, var Nationens hem. När biblioteket växte och sammankomsterna blev större beslutade nationsmedlemmarna att se sig om efter egna lokaler. Landskapet 2 mars 1825 beslutade att en byggnadsfond skulle bildas. Det första steget mot ett hus togs när man av universitetet 1829 fick köpa den tomt där Carolina Rediviva var tänkt att byggas från början. 1000 riksdaler var den hisnande summa Nationen fick betala. Det var en slump att kvarteret tomten tillhör heter S:t Erik som är både Stockholms stads och Stockholms Nations skyddshelgon.
Efter många förslag av olika arkitekter antog Nationen i februari 1845 ett ritningsförslag från en av Sveriges då ledande arkitekter, Johan Fredrik Åbom. Det inkom snart anbud från flera byggmästare, det lägsta inkom från byggmästaren Per Johan Pettersson som för 17 500 riksdaler åtog sig att bygga huset. Det visade sig dock att uppförandet av huset blev dyrare än beräknat varför Nationen var tvungen att ta ett tilläggslån på 5 000 riksdaler för att färdigställa byggnadsarbetena. Den 3 juni 1848 kunde slutligen proinspektor professor Johan Henrik Schröder tillsammans med de 154 landsmännen inviga Nationshuset. Den dubbla fritrappa som skulle pryda huset förbjöds av stadsbyggnadsordningen. Även många små ändringar i inredningsritningarna gjordes för att det skulle passa verksamheten som till exempel att inte bygga en gymnastikhall på bottenvåningen.
Redan 1851, tre år efter byggandet började oroväckande sprickbildningar påträffas i byggnaden. Västra delen av huset visade sig vara byggd på en grusås och den östra på lerlager som när det spruckit under alla år har utgjort det främsta hotet mot Nationen. 1885 renoverades nationshuset första gången. Den största förändringen var ett nytt fristående trapphus med dubbeltrappa in mot gården samt utbyggnaden av den gamla salen som möjliggjordes av att man flyttade den norra väggen i salen ut i övre hallen. Den renovering som genomfördes 1904 medförde inte några större förändringar. Telefonhytter och ett rum för kuratorerna installerades. Elektriskt ljus infördes i nationshuset på 1910-talet samtidigt som man lade nytt golv i landskapassalen. Man fick flytta på några pilastrar i Gamla Salen för att bereda plats åt Prins Eugens målning "Stockholms Slott" som donerats av Prinsen till Nationen 1904. Att inga större förändringar skedde berodde till stor del på att konkurrensen från Stockholms högskola ökade. Nationens medlemsantal minskade kraftigt vilket blev en tendens som höll i sig ända fram till början av 1930-talet. 

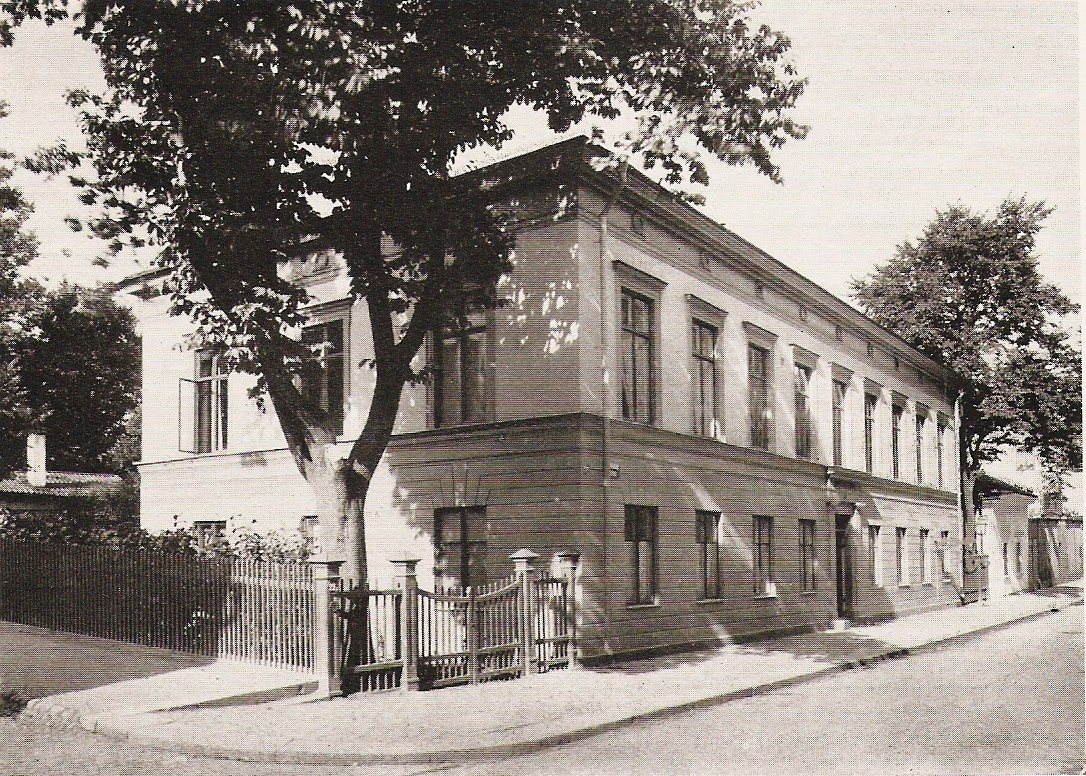
Nationshuset i början av 1900-talet sett från Drottninggatan

1935 hade sprickbildningen i huset gått så långt att man begärde in förslag på ritningar till ett nytt nationshus. De förslag som inkom fann man alltför dyra och Nationen valde att lägga donerade medlen på en renovering. En invigningsfest hölls i mars 1938.
Inför 300-årsjubileet 1949 framkom önskemål om en genomgripande ombyggnad inför detsamma. Det var dock väl sent påtänkt varför man beslöt att bara genomföra en mindre reparation med ommålning.
I början på 1960-talet hade Nationen två stora problem. Det första var att Nationens medlemsantal hade fördubblats på 20 år, från 300 till 600 medlemmar. Det andra var att sprickbildningarna nu var så omfattande att man var tvungen att vidtas någon sorts åtgärd. Professor Peter Celsing fick 1961 i uppdrag att uppföra ritningar till en ombyggnad och tillbyggnad av Nationshuset. Flera förslag inkom, vilka samtliga innebar att man endast obetydligt skulle förändra det gamla Nationshuset och att en stor tillbyggnad skulle läggas vid den östra gaveln och in mot gården. Man köpte därför 1966 en del av Gamla Stadshotellets, det vill säga nuvarande Bjerkings, gård.
Nationens ekonomi förbättrades sakta men säkert under hela 1960-talet på grund av ett antal stora donationer. I januari 1969 hölls den stora invigningsfesten efter renoveringen och tillbyggnaden. Den stora tillströmningen av studenter man räknat med när de planerade byggnationerna uteblev. Istället minskade antalet nationsmedlemmar och Nationens ekonomi försämrades avsevärt. Efter flera misslyckade försök att ha restauratörer eller använda huset själva lyckades man 1977 hyra ut huset på lång tid till Musikforum. Musikforum eller Nya Barowiak som det senare hette, målade om nya salen helt och hållet. I början på 1980-talet intensifierades Nationsverksamheten ännu en gång. Medlemsantalet ökade kraftigt och man sade därför upp Musikforums kontrakt.
Alltsedan 1890-talet har nämligen det gamla huset sjunkit mot ån. Lutningen är ungefär 90 cm från ena änden av huset till den andra. Det myckna festandet och koncentrerade användandet av Nationshuset gjorde även att slitaget under 1970- och 1980-talen var oerhört. Smärre amatörmässiga reparationer utfördes genom åren, men i slutet av 1980-talet började situationen bli svår. Från och med 1988 arbetade en landsman heltid med STÖDH, STockholms nations Öde i Dina Händer. Insamlingen som föranledde renoveringen 1992 är oöverträffad i Uppsalas Nationshistoria. Mängden donationer som mycket generöst inkom till Nationen överträffade alla förväntningar. Renoveringen påbörjades därför under våren 1992. Det gamla huset förstärktes också kraftigt. Hela gamla huset utom landskapssalen målades om. Baren kläddes i vitt och svart kakel och nya salen renoverades och marmorerades i grått.
Sommaren 2001 drabbades Nationen av en vattenskada vilket föranledde en rad renoveringar. Hela gamla huset målades om och landskapssalens gamla färgsättning med dekorer från 1885 lyftes fram. Barerna renoverades och höjdes några centimeter och nya fläktar installerades i stora delar av gamla huset. Biblioteket fick riktiga bokskåp ritade av 1Q em Lukas Stenberij, inspirerad från ett fotografi av dess tidigare utseende från 1800-talet. 
2018-19 byggdes bottenvåningen i nya huset om för att ge plats åt bland annat ett nytt kök och nya utrymmen för café- och restaurangverksamhet. I oktober 2019 invigdes de nyrenoverade lokalerna under namnet "Bakfickan". 

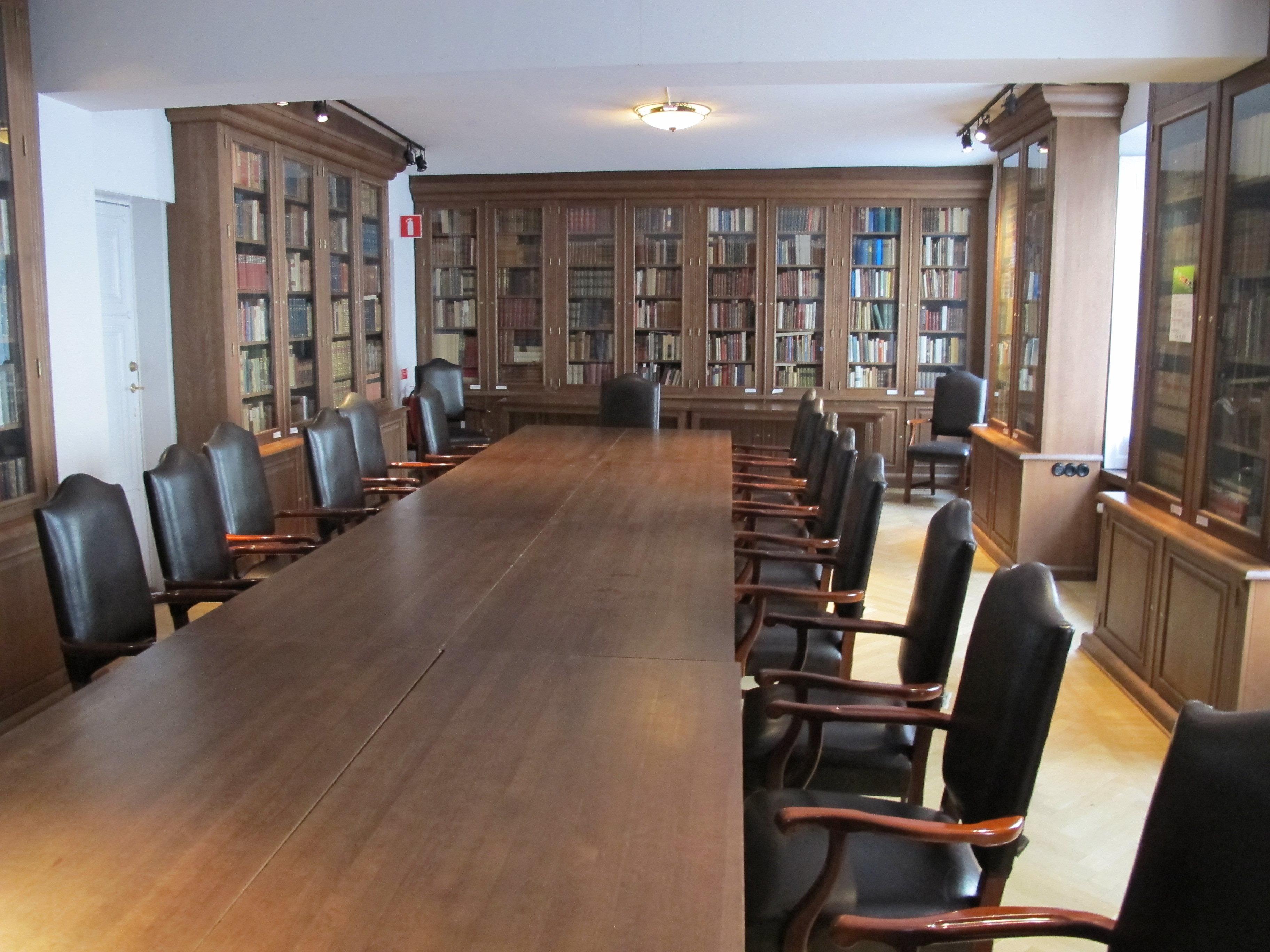
Biblioteket 2014
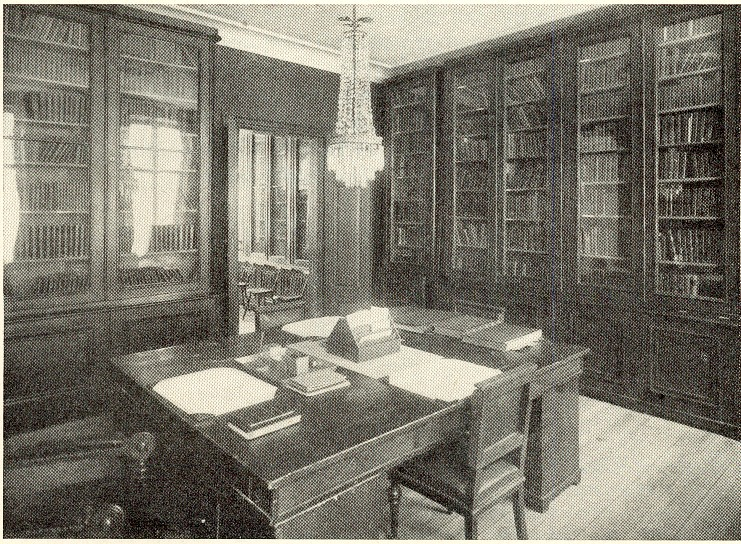
Biblioteket i början av 1900-talet
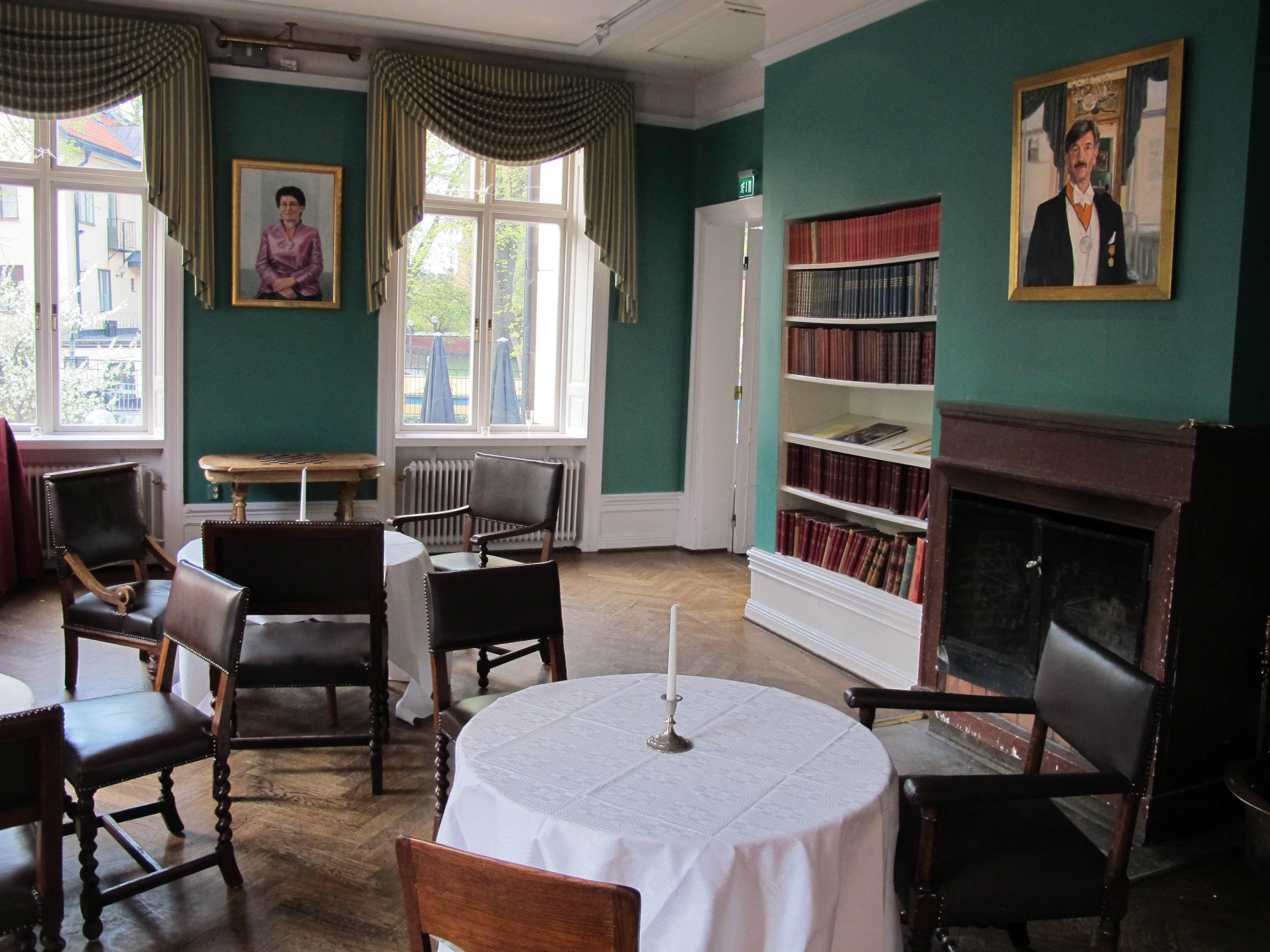
Blå rummet 2014 (mot NV)
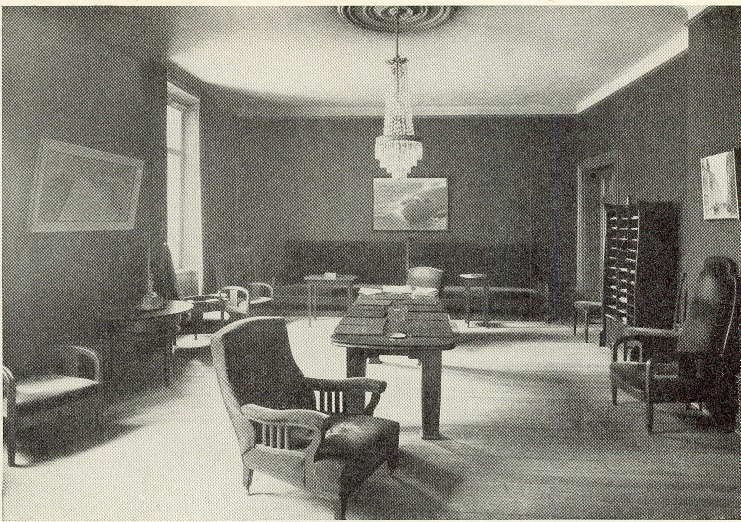
Blå rummet (dåvarande Läsrummet) i början av 1900-talet (mot NV)
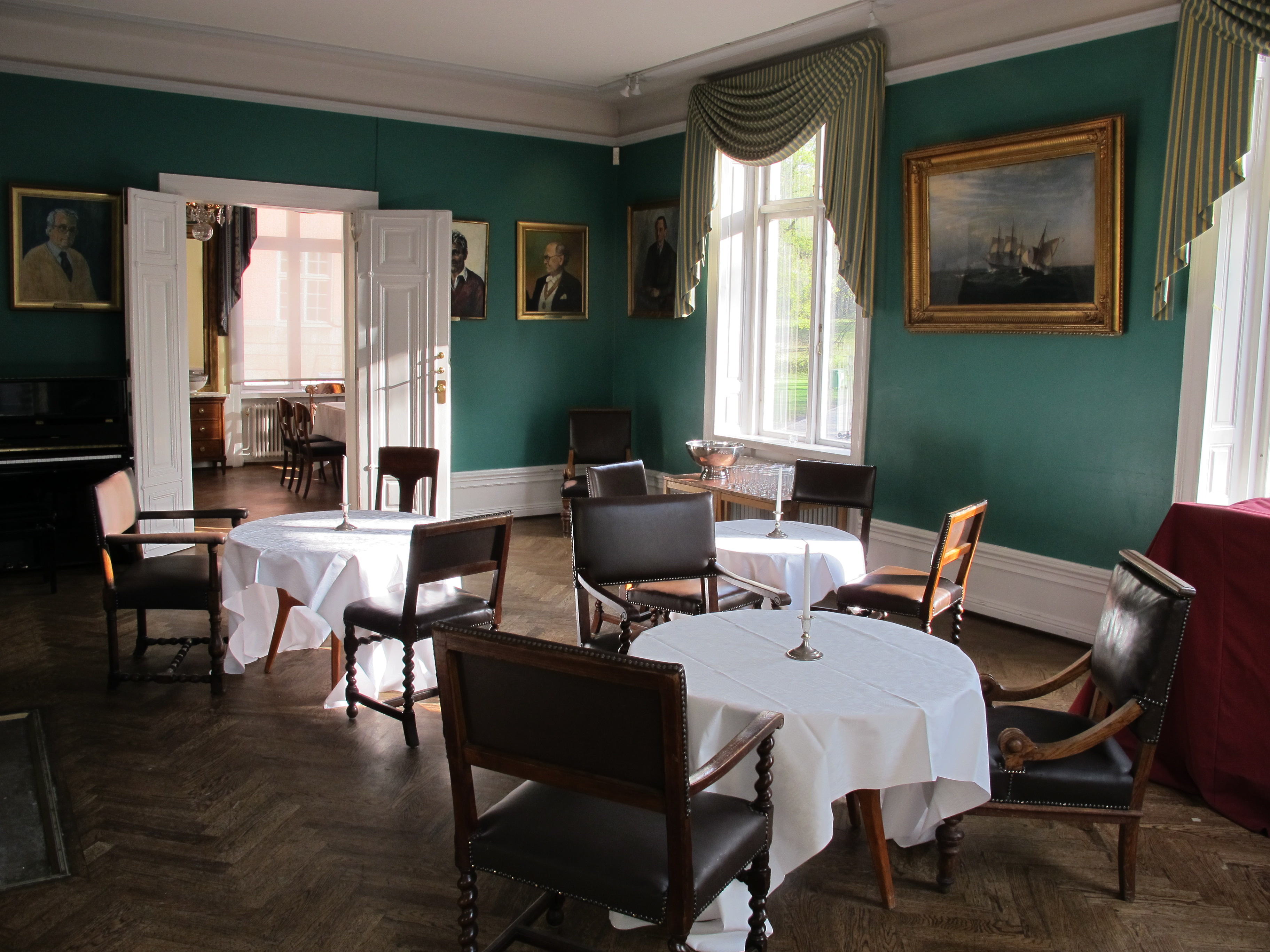
Blå rummet 2014 (mot SÖ)

## Studentbostäder
Stockholms nation förfogar över 178 studentrum, varav 50 dubbletter, samt 24 trerumslägenheter på Studentvägen till sina medlemmar.

## Spex vid nationen
Nationen har en gedigen historia avseende studentspex. Trollflaskan (en parodi av Knut Almlöf på operan Trollflöjten) uppfördes 1851, Jenny eller Näktergalen i Amerika (om Jenny Lind) ca 1850, och Rudolf eller Blodbadet på Sicilien, vilket uppfördes 1853 på Stockholms Nation men skrevs drygt tio år tidigare av L. A. Hedin under pseudonymen Appe-Appeani. Det uppförs fortfarande varje år på nationens majmiddag den 1 maj.
Vid förra sekelskiftet nådde Nationens teater en kulmen, mycket tack vare Carl Ridderstads produktioner. 1928 står som ett heligt årtal i nations teaterhistoria eftersom sången "Egeisk skärgårdsflirt" från spexet "Ariadnes Tråd" än idag sjungs på varje gasque. Ett par tiotal år senare kom en ny storhetstid för nationsteatern med de idag mytomspunna, klassiska spexen "Viva Costa va de Villa" och "Karin Månsdotter". ”Viva Costa va de Villa” hade premiär 1955 och visades på Sveriges television 1957.
”Karin Månsdotter och Vasabröderna” uppfördes vid marsgasquen 1959. Handlingen utspelar sig kring Gustav Vasas dödsbädd.
”Drottning Kristina eller Alla vägrar gå till Rom” är ett klassiskt 60-talsspex, signerat av bland andra Björn Barlach. Det återuppsattes senast som damspex hösten 1999.

## Vännationer
- Eteläsuomalainen osakunta, Helsingfors
- Göteborgs nation, Uppsala
- Malmö nation, Lund
- Stockholms nation, Linköping

## Bemärkta äldre kuratorer
- Henrik Wilhelm Bredberg (1819–1877), ämbetsman (jurist) och statsråd. Förste kurator 1840–1842
- Erik Carl Johan Cederstråhle (1835–1886), diplomat och botanisk samlare. Förste kurator 1860–1861.
- Julius Centerwall (1844–1923), klassisk filolog, läroverksrektor. Förste kurator 1873–1874.
- Fredrik August Fehr (1849–1895), teolog och semitisk filolog, pastor primarius. Förste kurator 1875–1877.
- Karl Albert Staaff (1860-1915), statsminister. Förste kurator 1885–1886.
- Immanuel Björkhagen (1888–1994), lektor och läroboksförfattare. Förste kurator 1915–1916
- H.-K. Rönblom (1901–1965), journalist och författare. Förste kurator 1927–1928
- Per Olof Ekelöf (1906–1990), professor i processrätt. Förste kurator 1930.
- Gösta Knutsson (1908–1973), radioman och författare. Förste kurator 1934–1936
- Olof Rydbeck (1913–1995), ambassadör och chef för Sveriges radio 1955-70. Förste kurator 1937–1938
- Johan Hirschfeldt (1942– ), jurist och ämbetsman. Förste kurator 1965–1966
- Terry Carlbom (1936– ), statsvetare och politiker. Förste kurator 1961–1962

## Hedersledamöter(urval)
Enligt nationens stadgar 3 kap 1 § kan till Hedersledamot kallas envar, vilken Nationen vill betyga sin högaktning eller tacksamhet. Hedersledamöter väljs med kvalificerad majoritet av landsmännen på landskapet efter förslag och beredning av seniorskollegiet. Därefter sker kallelse och installation på någon av nationens officiella fester. Personerna har ofta genom födsel, studier, tjänst, gärning eller på annat sätt koppling till Stockholm.

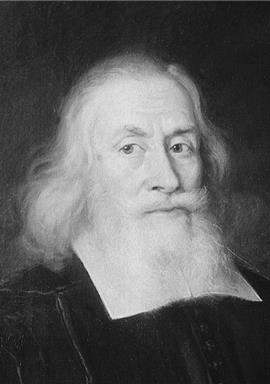
Laurentius Stigzelius, Stockholms nations första inspektor

- H M Carl XVI Gustaf, Sveriges Konung
- Börje Ahlstedt, skådespelare
- Björn Barlach, textförfattare
- Michael Bjerkhagen, pastor i Kungl.Hovförsamlingen
- Jan von Bonsdorff, professor konstvetenskap
- Eva Brunne, biskop Stockholms stift
- Sara Danius, professor
- Tomas Fischer, förläggare
- Jonas Hallberg, komiker
- Eva Hamilton, journalist, verkställande direktör för Sveriges television
- Chris Heister, landshövding i Stockholm
- Mats Hellström, fd landshövding i Stockholms län
- Caroline Krook, biskop em
- Mats Kumlien, Inspektor em., professor i rättshistoria
- Carola Lemne, VD Svenskt Näringsliv
- Svante Lindqvist, riksmarskalk
- Peter Nobel, advokat, fd generalsekreterare
- Jan Olof Olsson, journalist och författare
- Elise Ottesen-Jensen, sexualupplysare
- Per Wästberg, författare

## Inspektorer
När nationerna bildades i Uppsala sågs de, på grund av sin oberoende ställning, som ett hot av universitetet. För att få bukt med eventuella subversiva element samt stävja fylleri och allmän oreda bestämdes det år 1663 att varje nation skulle sättas under tillsyn av en inspektor, tillika professor vid universitetet. Nationens inspektor väljs av landsmännen vid ett landskap på förslag från seniorskollegiet. Idag är inspektorn en länk mellan universitetet och nationen men också en viktig representant för nationen mot övriga samhället. Inspektorn är adjungerad i samtliga av nationens styrelser, nämnder och övriga organ. Vid alla officiella fester är inspektorn självskriven hedersgäst. Då inspektorn inte hade möjlighet att närvara brukade man förr kalla in en proinspektor vid varje enskilt tillfälle. Sedan början på 90-talet är detta dock ett permanent ämbete med samma rättigheter och skyldigheter som inspektorn.
Nationens nuvarande inspektor är Coco Norén, professor i franska. Nationens proinspektor är Maria Aulén Thomsson.